# Amarok
Amarokは、Linux、macOS、Windows、およびその他のUnix系オペレーティングシステム向けの自由かつオープンソースのオーディオプレーヤーである。AmarokはKDEプロジェクトの一部であるが、KDE Software Compilationのリリースサイクルとは独立してリリースされている。AmarokはGPLv2+でライセンスされている。

## 歴史
Amarokは、2003年に開発が開始された、現在も活発に開発が進められているLinux音楽プレーヤーの中でも最も古いものの一つである。このプログラムは、もともとマイク・オールドフィールドのアルバム『Amarok』にちなんでamaroKという名前で呼ばれていた。"amarok"（または"amaroq"）はイヌクティトゥット語(イヌイットの方言のひとつ)でオオカミの意味。Amarokは、イヌイット神話に登場するオオカミ、Amarokにちなんでオオカミをマスコットに用いている。元々の名称はamaroK(末尾のKが大文字)であったが、2006年6月に改名された。
Amarokの新しいメジャーバージョンであるバージョン2.0は、2008年12月12日にリリースされた。2009年6月3日にはバージョン2.1がリリースされ、最初の2.0リリースにはなかった1.4の機能の一部が再導入され、ネイティブのReplayGainサポートなどの機能も追加された。
KDE4の時代まではKDE標準の音楽プレーヤーとされていたが、開発が長期にわたって停滞し、Qt5およびKDE Plasma 5への移行に難航しているため、KDE5においてはKDE標準の音楽プレーヤーはElisaに置き換えられた。
Amarokのバージョン3.0は、6年間のメジャーアップデートの休止期間を経て、2024年4月にリリースされた。アプリケーションはQt5に移植され、FFmpeg 5のサポートが追加され、その他の小さな変更も行われた。Qtライブラリの最新バージョンであるQt6への移植は、今年後半に予定されている。

## 特徴
以下に Amarok の特徴を挙げる:
- Amazon からのカバーの自動ダウンロード
- 現在演奏中のアーティストの Wikipedia からの情報を表示
- 歌詞の自動表示
- プレイリストのコレクションを管理するためのプレイリスト・ブラウザ
- 格付けシステム
- グラフィック・イコライザ
- クロスフェード
- MP3 その他コーデックの再生
- 簡単な設定のためのウィザード
- iPod のサポート
- ポッドキャスティング のサポート
- k3bを使用したCDを作成するためのサポート
- CSSによるブラウザのスタイル変更が可能
- タグ機能のサポート
- SQLite、MySQL 、PostgreSQL などのデータベース・ソフトの使用が可能
- システムトレイアイコンのアニメ (オプション).
- GStreamer の KIO （KDE Input/Output） サポート。遠隔プロトコルからのプレイバックが可能
- Audioscrobbler のサポート。Last.fm の提案から動的なプレイリストを生成可能
- パワフルなスクリプティング・インターフェイス。DCOP サポートされた言語により Amarok の拡張を行える
- 様々なオーディオ・エンジンのサポート：
- バージョン2ではPhononの採用につき、オーディオエンジンの変更はPhonon側の役割となった
  - aRts (もうメンテナンスされていない)
  - GStreamer
  - Helix project / Helix
  - Media Application Server (MAS)
  - Network-Integrated Multimedia Middleware (NMM)
  - Xine / xine-lib

## フォーク
以下のフォークが開発されている。
- Clementine - Amarok 1.4 をフォークして Qt4 フレームワークに移植したもの。
- Strawberry - Clementine 1.4 のフォークで、追加の改善と修正が加えられている。
- Exaile Amarok 1.4 のGTK+フォーク。